# Abuja Stadium
Abuja National Stadium to wielofunkcyjny stadion w stolicy Nigerii – Abudży. Na stadionie mecze rozgrywa reprezentacja Nigerii, lecz odbywają się na nim również wydarzenia kulturalne i religijne. Federalny Rząd Nigerii zaakceptował kontrakt na budowę Abuja Stadium 18 lipca 2000. Stadion został zbudowany na potrzeby 8. igrzysk afrykańskich, które odbyły się w październiku 2003 roku.